# ヴィゴ・ア・ローセンボー
ヴィゴ・クリスチャン・アドルフ・ゲオー（デンマーク語: Prins Viggo Christian Adolf Georg, greve af Rosenborg, 1893年12月25日 - 1970年1月4日）は、デンマークの王族。デンマーク王子ヴァルデマーとその妃マリー・ドルレアンの四男。

## 生涯
ヴィゴは1924年6月10日、王の許しを得ずにニューヨークでエリナー・マーガレット・グリーン（1895年 - 1966年）と結婚した。平民女性と結婚した場合の慣習に従い、ヴィゴはデンマーク王位継承権およびデンマーク王族としての称号、敬称を放棄した。その後、ヴィゴは王によって「ローセンボー伯爵ヴィゴ王子（Prins Viggo, Greve af Rosenborg）」の称号を改めて与えられた。ヴィゴ夫妻には子供がなかった。
ヴィゴは1970年にコペンハーゲンで亡くなった。